# Spruchdichtung
Die sogenannte Spruchdichtung (auch gnomische Dichtung) stellt (u. a.) eine mittelhochdeutsche Dichtungsform dar.
Darunter fallen 
1. der gesprochene lehrhafte „Spruch“ in Reimpaaren, der Sprechspruch (Freidank) und
2. die Sangspruchdichtung in Strophen, oft persönlichen oder politischen Inhalts (Walther von der Vogelweide).